# ام‌اس نوردنورژ
ام‌اس نوردنورژ (به انگلیسی: MS Nordnorge) یک کشتی است که طول آن ۱۲۳٫۳۰ متر (۴۰۴٫۵۳ فوت) می‌باشد. این کشتی در سال ۱۹۹۶ ساخته شد.